# St. Ulrich (Alberweiler)

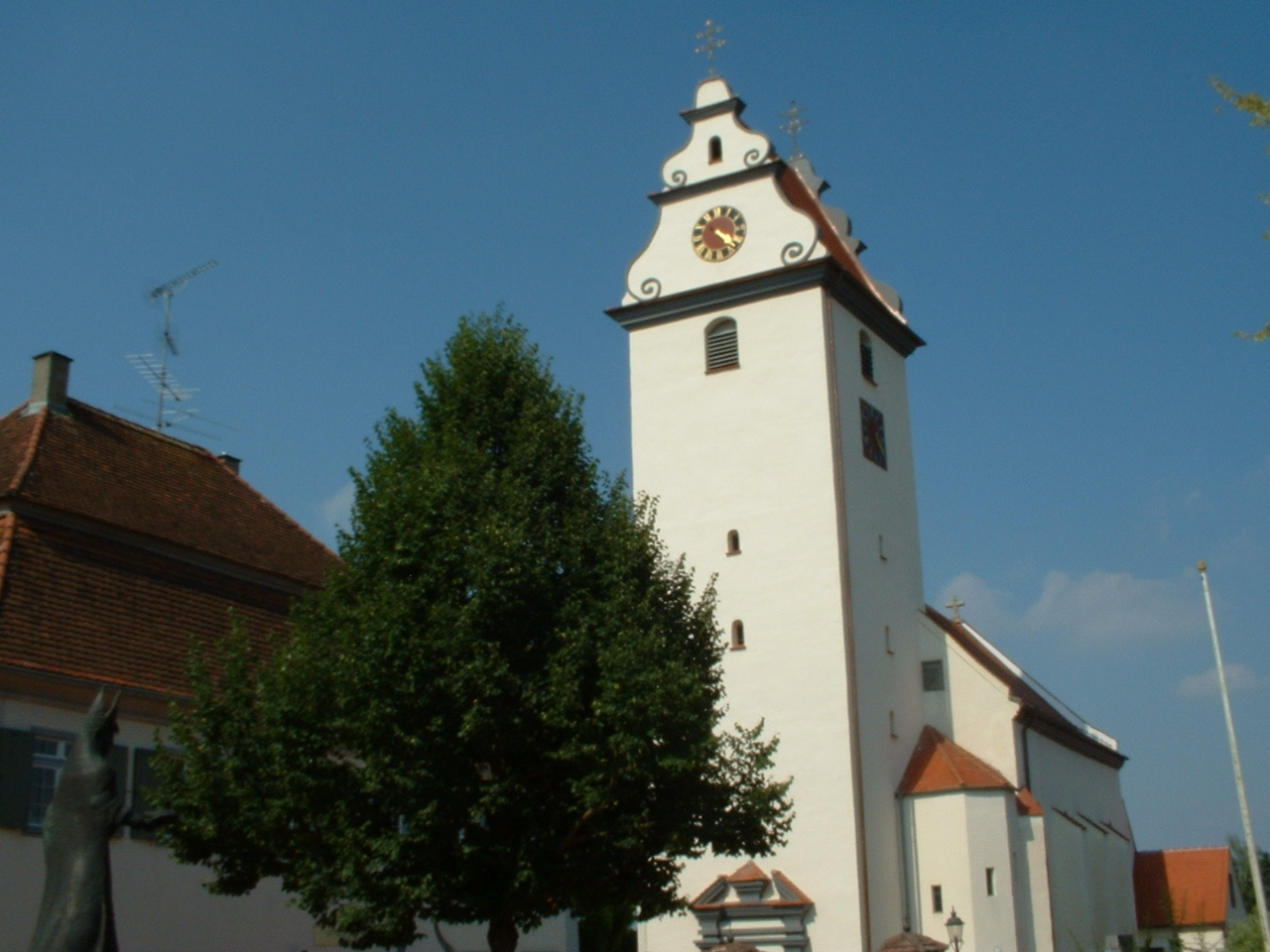
St. Ulrich in Alberweiler

Die römisch-katholische Pfarrkirche St. Ulrich steht in Alberweiler, einem Gemeindeteil von Schemmerhofen im Landkreis Biberach in Baden-Württemberg. Die Kirche gehört zum Dekanat Biberach der Diözese Rottenburg-Stuttgart. Sie ist beim Landesamt für Denkmalpflege Baden-Württemberg als Baudenkmal eingetragen.

## Beschreibung
Die Saalkirche wurde 1504–13 erbaut. Sie besteht aus einem Langhaus, einem eingezogenen, dreiseitig geschlossenen Chor im Osten, deren Wände von Strebepfeilern gestützt werden, der Sakristei an dessen Südwand und einem Kirchturm im Westen. Das Langhaus ist mit einem Satteldach bedeckt, der Kirchturm mit einem Satteldach zwischen Volutengiebeln. 
Der Innenraum des Langhauses ist mit einer Flachdecke überspannt, der des Chors mit einem Sterngewölbe. Das Chorgestühl wurde 1737/39 aufgestellt. Die Orgel wurde 1948 als Opus 214 von der Reiser Orgelbau errichtet.